# Mittlere Schwäbische Alb
Mittlere Schwäbische Alb este o arie protejată (sit de importanță comunitară — SCI, arie de protecție specială avifaunistică — SPA) din Germania întinsă pe o suprafață de 39.597,26 ha, integral pe uscat.

## Localizare
Centrul sitului Mittlere Schwäbische Alb este situat la coordonatele 48°29′09″N 9°24′55″E / 48.4858°N 9.4153°E.

## Înființare
Situl Mittlere Schwäbische Alb a fost declarat arie de protecție specială avifaunistică în noiembrie 2007 pentru a proteja 24 de specii de animale. Situl a fost protejat și ca sit de importanță comunitară în noiembrie 2007.

## Biodiversitate
Situată în ecoregiunea continentală, aria protejată nu include niciun habitat protejat.
La baza desemnării sitului se află mai multe specii protejate de  păsări (24): minunița (Aegolius funereus), rață mică (Anas crecca crecca), buha (Bubo bubo), porumbel de scorbură (Columba oenas), prepeliță (Coturnix coturnix), ciocănitoarea de stejar (Dendrocopos medius), ciocănitoare neagră (Dryocopus martius), presură sură (Emberiza calandra), Falco peregrinus peregrinus, șoimul rândunelelor (Falco subbuteo), muscar-gulerat (Ficedula albicollis), ciuvică (Glaucidium passerinum), capîntortură (Jynx torquilla), sfrâncioc roșiatic (Lanius collurio), sfrâncioc mare (Lanius excubitor excubitor), ciocârlie de pădure (Lullula arborea), gaia neagră (Milvus migrans), gaia roșie (Milvus milvus), codobatura galbenă (Motacilla flava), pietrar sur (Oenanthe oenanthe), viespar (Pernis apivorus), pitulice de munte (Phylloscopus bonelli), ciocănitoare verzuie (Picus canus), mărăcinar (Saxicola rubetra)